# Tornado Cash
Tornado Cash (также стилизованный как TornadoCash) — некастодиальный полностью децентрализованный криптовалютный миксер с открытым исходным кодом, который работает в сетях, совместимых с Ethereum Virtual Machine. Сервис позволяет смешивать потенциально идентифицированные или «грязные» криптовалютные средства с другими, чтобы скрыть путь к первоначальному источнику средств. Tornado Cash — инструмент конфиденциальности, используемый в сетях EVM, где по умолчанию все транзакции являются общедоступными.
Проект управляется через децентрализованную автономную организацию (ДАО), в которой в качестве системы голосования для обновлений протокола используется токен $TORN.
18 августа 2022 года Tornado Cash присутствовал в сетях Ethereum (ETH), Binance Smart Chain, Polygon и Optimism, причём Ethereum был наиболее используемым, поскольку через миксер прошло более 7,6 миллиардов долларов США в ETH.
В понедельник, 8 мая 2023 года ДАО выбрал нового разработчика для замены старой команды и установки альтернативных зеркал.

## Описание
Tornado Cash использует несколько смарт-контрактов, которые принимают разное количество депозитов ETH и токенов ERC-20. Эти депозиты впоследствии могут быть выведены на другой адрес путём предоставления криптографического доказательства, тем самым разрывая связь в цепочке между отправителем и получателем. Доказательства с нулевым разглашением (в частности, zk-SNARK) используются для обеспечения конфиденциальности, вследствие чего возможности связать вывод средств с его депозитом нет, что обеспечивает конфиденциальность активов.

## История

### Чёрный список OFAC
8 августа 2022 года Управление по контролю за иностранными активами (OFAC) Министерства финансов США внесло Tornado Cash в чёрный список, что сделало незаконным получение или отправку денег через этот сервис гражданами, резидентами и компаниями США. Министерство финансов обвинило Tornado Cash в отмывании более 7 миллиардов долларов в виртуальной валюте, в том числе 455 миллионов долларов, которые, как считается, были украдены в 2022 году Lazarus Group, хакерской группой, связанной с правительством Северной Кореи. Министерство финансов США также утверждало, что через миксер Tornado Cash были отмыты 80 миллионов долларов, украденные преступниками, якобы напавшими на протокол стейблкоинов Beanstalk Farms в 2022 году.

#### Реакция
В тот же день, когда Tornado Cash внесли в чёрный список OFAC, домен, используемый проектом, был отключён, а GitHub, в свою очередь, удалил репозиторий Tornado Cash и заблокировал учётные записи разработчиков.
Circle, компания, стоящая за USDC, заморозила около 75 000 долларов США в USDC с адресов Ethereum, принадлежащих миксеру.
5 апреля 2023 года шесть американцев при поддержке юристов биржи Coinbase подали судебный иск, в котором называют санкции OFAC против сервиса Tornado Cash «нарушением Конституции США». Директор по правовым вопросам Coinbase Пол Гревал отметил, что подавшие апелляцию граждане «входят в число тысяч законопослушных американцев, которые хотят защитить свою конфиденциальность». Гревал также добавил, что «никто не может изменять, удалять или иным образом контролировать 20 смарт-контрактов», лежащих в основе криптомиксера.
23 августа 2023 году ещё двум разработчиками Tornado Роману Шторму и Роману Семенову предъявлены обвинения в содействии в отмывании денег на сумму 1 миллиард долларов. Роман Шторм был арестован в штате Вашингтон.
Американская платформа краудфандинга GoFundMe приостановила сбор средств на оплату юридических издержек для Романа Шторма и Алексея Перцева, соучредителя и разработчика криптовалютного миксера Tornado Cash. Сбор средств был отменен 14 февраля с ссылкой на нарушение условий использования GoFundMe, в частности, Пункта 22, который запрещает деятельность, которая может причинить вред или возмещение ущерба платформе или её пользователям.
Кошелёк принадлежащий Виталику Бутерину пожертвовал 30 eth в юридический фонд созданный для защиты Алексея Перцева и Романа Шторма.

### Суд над Алексеем Перцевым
10 августа 2022 года один из разработчиков Tornado Cash Алексей Перцев был арестован в Амстердаме по подозрению в «причастности к сокрытию преступных финансовых потоков и содействию отмыванию денег путём микширования криптовалют через децентрализованный сервис микширования Ethereum Tornado Cash».
В конце апреля 2023 года суд в Нидерландах обязался выпустить из-под стражи Алексея Перцева, а также дать возможность ожидать завершения судебных мероприятий под домашним арестом. После новостей о выпуске Перцева цена криптовалюты TORN, которую Tornado Cash использует для принятия решений об обновлении протокола, взлетела на 23,55 % менее чем за час. 14 мая нидерландский суд признал Алексея Перцева виновным и приговорён к тюремному сроку на пять лет и четыре месяца.

### Взлом
20 мая 2023 года неизвестные захватили контроль над механизмом управления Tornado Cash. По словам аналитика Paradigm под ником samczsun, неизвестные внедрили вредоносное предложение, код которого предусматривал возможность вызова функции EmergencyStop для обновления логики после принятия. С его помощью неизвестные присвоили 1,2 млн голосов. Хакеры получили возможность отзывать заблокированные токены, передавать активы в управляющий смарт-контракт, останавливать работу маршрутизатора.

### Снятие санкций
21 марта 2025 года Министерство финансов США объявило об отмене экономических санкций в отношении Tornado Cash. 